# 나트륨
나트륨(독일어: Natrium 나트리움[*], 문화어: 나트리움, 일본어: ナトリウム 나토리우무[*]) 또는 소듐(영어: sodium 소디엄[*], 미국식 영어 발음: /soʊdiəm/, 영국식 영어 발음: /səʊdiəm/)은 알칼리 금속에 속하는 화학 원소로 기호는 Na(←라틴어: Natrium 나트리움[*])이고 원자 번호는 11, 원자량은 22.9898 g/mol이다. 자연상태로는 생성되지 않으며, 화합물로부터 추출이 가능하다.

## 명칭
"나트륨"이란 이름은 이집트의 소다 광산이 있는 나트론(Natron)에서 유래했다. "소듐"이란 이름은 아라비아어의 소다(Soda)에서 유래하였으며, 1807년에 영국의 험프리 데이비가 수산화나트륨을 전기분해하여 발견하였다.
한국에서는 대한화학회가 정한 학술어로서 소듐을 우선 사용하되 나트륨도 함께 사용한다.

## 성질

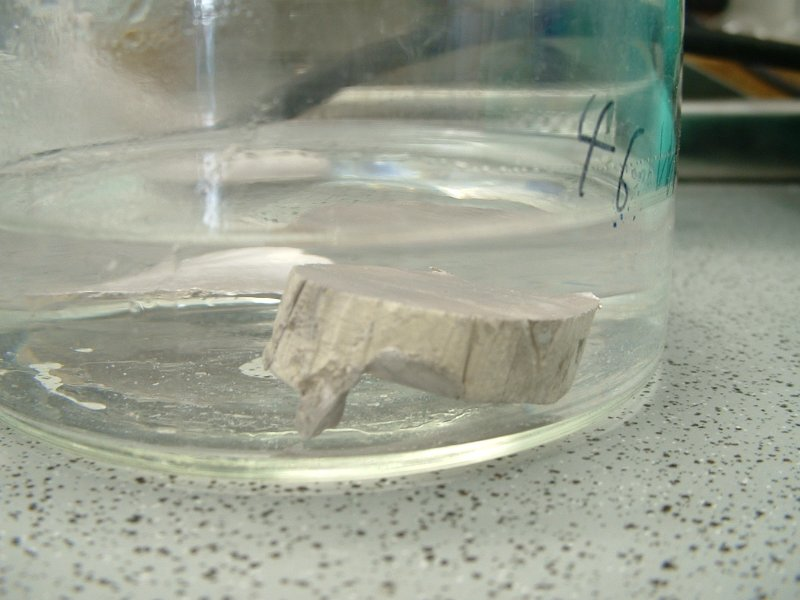
등유(파라핀 오일)에 잠긴 나트륨 덩어리.

### 물리적 성질
무르고 금속 광택이 있는 금속으로 노란 불꽃을 내며 산화된다. 나이프로 몹시 쉽게 잘리며 잘린 단면은 즉시 산화되어 흰색의 산화나트륨, 수산화나트륨, 탄산나트륨 등으로 덮인다.

### 화학적 성질
반응성이 강하여 공기중에 보관할 수 없고 좌측 그림과 같이 보관하여야 한다. 공업용 나트륨의 경우 큰 주괴 형태로 운송되고 거래되기도 한다. 알칼리 금속 중에서는 반응성이 아주 큰 편은 아니기에 겉에 케로센을 발라 밀봉하여 보관할 수 있다. 순도 높은 나트륨 금속은 진공이나 아르곤 대기 하에서 보관해야만 한다. 연성과 전성이 크기에 포일 형태로 쉽게 제조할 수 있으나 대기와 접촉시 급속히 산화하며 때때로 불이 붙기 때문에 거의 생산하지 않는다. 에탄올, 이소프로판올 등과 온순한게 반응하여 알콕사이드(alkoxide) 화합물을 생성한다. 습기 높은 공기 중에서는 생성된 수산화 나트륨 탓에 수증기를 빨아들이며 때때로 폭발한다. 밀폐된 공간에서 열이 빠져나가지 못하도록 단열하여도 어느 순간 갑자기 폭발할 수 있다. 건조한 대기 하에서는 어느 정도 안정한 편이다. 소량의 물과 반응시키면 쉽게 불이 붙는다. 다량의 물과는 수산화나트륨을 생성하고 수소를 방출하며 격렬히 반응하다 불타는 용융된 나트륨 방울을 튀기며 폭발한다. 폭발의 원인은 쿨롱폭발로 알려져 있다. 강력하고 값싼 환원제로 유기화학에서 종종 사용된다. 다른 금속들을 소량 환원하는데도 유용하게 사용될 수 있다. 3주기 1족의 알칼리 금속으로 1개의 원자가 전자를 가지고 있기 때문에 1가 양이온이 되기 쉽다.

### 나트륨의 특성
지구 지각 내 원소 함량에서 6번째에 속하지만 높은 반응성으로 인하여 금속임에도 불구하고 화학식으로 나타낼수 있으며, 홑원소 물질로는 존재하지 않고 대부분 장석이나 염화 나트륨과 같은 형태로 존재한다.

## 생산
암염이나 소다회, 또는 바닷물에서 전기분해로 얻는다. 나트륨 금속의 가격은 알칼리 금속중에서 가장 낮기 때문에 유용한 환원제로 종종 선택된다. 공업용 나트륨은 주로 주괴(ingot) 형태로 만든다.

## 나트륨 화합물

### 소금
소금(염화 나트륨, NaCl)의 구성 요소로서 주로 바닷물 속에 용해되어 있으며 일부는 암염 등의 형태로 육지 및 지하에도 존재한다. 해수의 염류 중 가장 많은 비율을 차지한다.

### 탄산나트륨
탄산 나트륨(Na2CO3)은 무기화합물의 한 종류로, 탄산과 수산화 나트륨의 염이다. 유리에 주로 포함되어 있어 빛의 통과시, 자외선을 차단해주는 역할을 하기도 한다.

### 기타 화합물
NaOH(수산화 나트륨, 가성소다), NaNO3(질산 나트륨), Na2S(황화 나트륨), Na2SO4(황산 나트륨) 등이 있다. 이들 나트륨 이온(Na+)이 포함된 염들은 물에 잘 녹는다.

## 용도

### 생물
액체나 세포의 삼투압을 일정하게 보존하고, 나트륨 이온은 칼륨 이온과 함께 신경 내부에서 신호의 전달에 사용된다. 이러한 생리적인 메카니즘의 조절에 관여하는 세포 내에서의 나트륨-칼륨 펌프는 물질대사에 매우 중요하다.

## 같이 보기
- 포타슘
- 알케인
- 알켄
- 알카인
- 망가니즈